# Championnats du monde juniors d'athlétisme 2002, résultats détaillés
Résultats détaillés des Championnats du monde juniors d'athlétisme 2002 de Kingston.
| Courses : 100 m - 200 m - 400 m - 800 m - 1 500 m - 3 000 m - 5 000 m - 10 000 m Obstacles : 100 m haies - 110 m haies - 400 m haies - 3 000 m steeple Marche : 10 km Sauts : Hauteur - Longueur - Triple saut - Perche Lancers : Javelot - Disque - Poids - Marteau Relais : 4 × 100 m - 4 × 400 m Épreuves combinées : Décathlon - Heptathlon Liens externes |

## Résultats

### 100 m
| Rang | Pays               | Athlète                | Temps        |
| ---- | ------------------ | ---------------------- | ------------ |
| 1    | Trinité-et-Tobago  | Darrel Brown           | 10 s 09 (RC) |
| 2    | Trinité-et-Tobago  | Marc Burns             | 10 s 18 (PB) |
| 3    | États-Unis         | Willie Hordge          | 10 s 36      |
| 4    | Nigeria            | Tamunosiki Atorudibo   | 10 s 38      |
| 5    | États-Unis         | Rashaad Allen          | 10 s 39      |
| 6    | Antigua-et-Barbuda | Brendan Christian      | 10 s 43      |
| 7    | Qatar              | Saad Faraj Al-Shahwani | 10 s 51      |
| 8    | Jamaïque           | Winston Hutton         | 10 s 53      |

| Rang | Pays              | Athlète                 | Temps        |
| ---- | ----------------- | ----------------------- | ------------ |
| 1    | États-Unis        | Lauryn Williams         | 11 s 33 (PB) |
| 2    | Jamaïque          | Simone Facey            | 11 s 43 (PB) |
| 3    | États-Unis        | Marshevet Hooker        | 11 s 48      |
| 4    | Jamaïque          | Kerron Stewart          | 11 s 53      |
| 5    | Brésil            | Thatiana Regina Ignâcio | 11 s 79      |
| 6    | Norvège           | Ann Cathrine Bakken     | 11 s 84      |
| 7    | Canada            | Krysia Bayley           | 11 s 85      |
| 8    | Trinité-et-Tobago | Wanda Hutson            | 11 s 87      |

### 200 m
| Rang | Pays               | Athlète                  | Temps        |
| ---- | ------------------ | ------------------------ | ------------ |
| 1    | Jamaïque           | Usain Bolt               | 20 s 61      |
| 2    | Antigua-et-Barbuda | Brendan Christian        | 20 s 74      |
| 3    | États-Unis         | Wes Felix                | 20 s 82 (PB) |
| 4    | États-Unis         | Rubin Williams           | 20 s 90      |
| 5    | Brésil             | Bruno Nascimento Pacheco | 20 s 95      |
| 6    | Allemagne          | Sebastian Ernst          | 21 s 00      |
| 7    | Allemagne          | Till Helmke              | 21 s 10      |
| 8    | Bahamas            | Grafton Ifill            | DNF          |

| Rang | Pays        | Athlète             | Temps         |
| ---- | ----------- | ------------------- | ------------- |
| 1    | Royaume-Uni | Vernicha James      | 22 s 93 (PB)  |
| 2    | Jamaïque    | Anneisha McLaughlin | 22 s 94 (PB)  |
| 3    | États-Unis  | Sanya Richards      | 23 s 09       |
| 4    | Italie      | Vincenza Calì       | 23 s 25 (RNJ) |
| 5    | États-Unis  | Allyson Felix       | 23 s 48       |
| 6    | Jamaïque    | Nickesha Anderson   | 23 s 59       |
| 7    | Royaume-Uni | Amy Spencer         | 23 s 76       |
| 8    | Canada      | Ashley Purnell      | 23 s 97       |

### 400 m
| Rang | Pays       | Athlète                 | Temps         |
| ---- | ---------- | ----------------------- | ------------- |
| 1    | États-Unis | Darold Williamson       | 45 s 37       |
| 2    | États-Unis | Jonathan Fortenberry    | 45 s 73       |
| 3    | Jamaïque   | Jermaine Gonzales       | 45 s 84 (PB)  |
| 4    | Zimbabwe   | Talkmore Nyongani Young | 45 s 93       |
| 5    | Brésil     | Luís Eduardo Ambrosio   | 46 s 08 (RNJ) |
| 6    | Barbade    | Wilan Louis             | 46 s 33       |
| 7    | Irlande    | David McCarthy          | 47 s 10       |
| 8    | Pologne    | Piotr Zrada             | DNF           |

| Rang | Pays        | Athlète           | Temps        |
| ---- | ----------- | ----------------- | ------------ |
| 1    | États-Unis  | Monique Henderson | 51 s 10 (SB) |
| 2    | États-Unis  | Sanya Richards    | 51 s 49      |
| 3    | Jamaïque    | Sheryl Morgan     | 52 s 61      |
| 4    | Russie      | Tatyana Popova    | 52 s 68 (PB) |
| 5    | Royaume-Uni | Lisa Miller       | 53 s 20      |
| 6    | Irlande     | Joanne Cuddihy    | 53 s 36 (PB) |
| 7    | Russie      | Mariya Dryakhlova | 53 s 76      |
| 8    | Nigeria     | Oluyemi Fagbamila | 54 s 44      |

### 800 m
| Rang | Pays       | Athlète             | Temps               |
| ---- | ---------- | ------------------- | ------------------- |
| 1    | Kenya      | Alex Kipchirchir    | 1 min 46 s 59       |
| 2    | Qatar      | Salem Amer al-Badri | 1 min 46 s 63 (RNJ) |
| 3    | Luxembourg | David Fiegen        | 1 min 46 s 66       |
| 4    | Qatar      | Adam Abdu Adam Ali  | 1 min 46 s 86 (PB)  |
| 5    | Soudan     | Ismail Ahmed Ismail | 1 min 47 s 20       |
| 6    | Espagne    | José Manuel Cortés  | 1 min 47 s 44       |
| 7    | Maroc      | Mohammed Battani    | 1 min 48 s 18 (PB)  |
| 8    | Espagne    | Manuel Olmedo       | 1 min 56 s 73       |

| Rang | Pays        | Athlète                  | Temps               |
| ---- | ----------- | ------------------------ | ------------------- |
| 1    | Kenya       | Janeth Jepkosgei         | 2 min 00 s 80 (WJL) |
| 2    | Slovaquie   | Lucia Klocová            | 2 min 01 s 73       |
| 3    | Brésil      | Juliana Paula de Azevedo | 2 min 03 s 81 (PB)  |
| 4    | Royaume-Uni | Jemma Simpson            | 2 min 04 s 11 (PB)  |
| 5    | Hongrie     | Kitti Cziráki            | 2 min 04 s 44 (PB)  |
| 6    | Allemagne   | Kathrin Trauth           | 2 min 05 s 49       |
| 7    | Russie      | Natalya Panteleyeva      | 2 min 08 s 36       |
| 8    | Éthiopie    | Berhane Herpassa         | 2 min 11 s 08       |

### 1 500 m
| Rang | Pays             | Athlète              | Temps              |
| ---- | ---------------- | -------------------- | ------------------ |
| 1    | Maroc            | Yassine Bensghir     | 3 min 40 s 72 (PB) |
| 2    | Qatar            | Abdulrahman Suleiman | 3 min 41 s 72      |
| 3    | Tanzanie         | Samwel Mwera         | 3 min 41 s 75      |
| 4    | Nouvelle-Zélande | Nick Willis          | 3 min 42 s 69 (PB) |
| 5    | Allemagne        | Toni Mohr            | 3 min 44 s 46 (PB) |
| 6    | Espagne          | Arturo Casado        | 3 min 44 s 67 (PB) |
| 7    | Kenya            | Isaac Songok         | 3 min 44 s 93      |
| 8    | Mexique          | Juan Luis Barrios    | 3 min 44 s 97      |

| Rang | Pays        | Athlète                 | Temps              |
| ---- | ----------- | ----------------------- | ------------------ |
| 1    | Kenya       | Viola Kibiwot           | 4 min 12 s 57 (PB) |
| 2    | Éthiopie    | Berhane Herpassa        | 4 min 13 s 59      |
| 3    | Russie      | Olesya Syreva           | 4 min 14 s 32 (PB) |
| 4    | Royaume-Uni | Lisa Dobriskey          | 4 min 14 s 72      |
| 5    | Maroc       | Mariem Al Aoui Selsouli | 4 min 16 s 08      |
| 6    | Tunisie     | Amel Tlili              | 4 min 16 s 18 (PB) |
| 7    | Russie      | Tatyana Rasputina       | 4 min 16 s 39      |
| 8    | Chine       | Siyu Ji                 | 4 min 17 s 32 (PB) |

### 3 000 m
| Rang | Pays     | Athlète                | Temps              |
| ---- | -------- | ---------------------- | ------------------ |
| 1    | Éthiopie | Meseret Defar          | 9 min 12 s 61      |
| 2    | Maroc    | Mariem Alaoui Selsouli | 9 min 16 s 28 (PB) |
| 3    | Russie   | Olesya Syreva          | 9 min 16 s 58 (PB) |
| 4    | Russie   | Tatyana Petrova        | 9 min 17 s 83      |
| 5    | Japon    | Machi Tanaka           | 9 min 19 s 95      |
| 6    | Lettonie | Inna Poluškina         | 9 min 22 s 24 (PB) |
| 7    | Kenya    | Peninah Chepchumba     | 9 min 22 s 38      |
| 8    | Kenya    | Chemutai Rionotukei    | 9 min 25 s 89      |

### 5 000 m
| Rang | Pays     | Athlète                     | Temps                |
| ---- | -------- | --------------------------- | -------------------- |
| 1    | Kenya    | Hillary Chenonge            | 13 min 28 s 30 (RC)  |
| 2    | Éthiopie | Markos Geneti               | 13 min 28 s 83 (SB)  |
| 3    | Éthiopie | Gebre-egziabher Gebremariam | 13 min 29 s 13       |
| 4    | Kenya    | Solomon Bushendich          | 13 min 36 s 97 (PB)  |
| 5    | Burundi  | Pascal Ntahokaraja          | 13 min 55 s 63 (RNJ) |
| 6    | Burundi  | Dieudonné Gahungu           | 13 min 56 s 84 (PB)  |
| 7    | Maroc    | Abdelhalim Zahraoui         | 14 min 08 s 55       |
| 8    | Tunisie  | Ahmed Khamlaoui             | 14 min 14 s 83       |

| Rang | Pays     | Athlète          | Temps               |
| ---- | -------- | ---------------- | ------------------- |
| 1    | Éthiopie | Meseret Defar    | 15 min 54 s 94      |
| 2    | Éthiopie | Tirunesh Dibaba  | 15 min 55 s 99      |
| 3    | Kenya    | Vivian Cheruiyot | 15 min 56 s 04      |
| 4    | Chine    | Yuhong Zhang     | 15 min 58 s 20      |
| 5    | Japon    | Fujiko Takahashi | 16 min 02 s 75      |
| 6    | Russie   | Tatyana Petrova  | 16 min 04 s 10      |
| 7    | Kenya    | Fridah Domongole | 16 min 04 s 71      |
| 8    | Finlande | Elina Lindgren   | 16 min 08 s 54 (PB) |

### 10 000 m
| Rang | Pays     | Athlète                     | Temps                |
| ---- | -------- | --------------------------- | -------------------- |
| 1    | Éthiopie | Gebre-egziabher Gebremariam | 29 min 02 s 71       |
| 2    | Éthiopie | Sileshi Sihine              | 29 min 03 s 74       |
| 3    | Kenya    | Solomon Bushendich          | 29 min 05 s 96       |
| 4    | Japon    | Kei Ide                     | 29 min 29 s 18       |
| 5    | Burundi  | Dieudonné Gahungu           | 29 min 30 s 09 (RNJ) |
| 6    | Burundi  | Pascal Ntahokaraja          | 29 min 31 s 60 (PB)  |
| 7    | Brésil   | Franck Caldeira de Almeida  | 29 min 49 s 95       |
| 8    | Kenya    | Andrew Limo                 | 30 min 04 s 86       |

### 10 km marche
| Rang | Pays        | Athlète                 | Temps                |
| ---- | ----------- | ----------------------- | -------------------- |
| 1    | Russie      | Vladimir Kanaykin       | 41 min 41 s 40       |
| 2    | Chine       | Xingde Xu               | 41 min 44 s 00       |
| 3    | Chine       | Ronghua Lu              | 41 min 46 s 07       |
| 4    | Brésil      | Rafael dos Anjos Duarte | 42 min 00 s 39 (RNJ) |
| 5    | Japon       | Yuki Yamazaki           | 42 min 02 s 76       |
| 6    | Biélorussie | Mikalai Seradovich      | 42 min 17 s 58       |
| 7    | Japon       | Takayuki Tanii          | 42 min 24 s 54       |
| 8    | Italie      | Daniele Paris           | 42 min 40 s 02 (PB)  |

| Rang | Pays        | Athlète           | Temps                 |
| ---- | ----------- | ----------------- | --------------------- |
| 1    | Japon       | Fumi Mitsumura    | 46 min 01 s 51 (RNJ)  |
| 2    | Chine       | Siqi Liu          | 46 min 07 s 15        |
| 3    | Biélorussie | Maryna Tsikhanava | 46 min 14 s 67 (SB)   |
| 4    | Chine       | Dongmei Guo       | 46 min 31 s 49 (PB)   |
| 5    | Slovaquie   | Zuzana Malíková   | 46 min 46 s 29 (RNJ)  |
| 6    | Bolivie     | Ariana Quino      | 47 min 03 s 74 (RJAm) |
| 7    | Russie      | Tatyana Kozlova   | 47 min 51 s 79        |
| 8    | Tchéquie    | Barbora Dibelková | 47 min 53 s 58 (PB)   |

### 110 m haies/100 m haies
| Rang | Pays       | Athlète             | Temps   |
| ---- | ---------- | ------------------- | ------- |
| 1    | États-Unis | Antwon Hicks        | 13 s 42 |
| 2    | Chine      | Shi Dongpeng        | 13 s 58 |
| 3    | Bahamas    | Shamar Sands        | 13 s 67 |
| 4    | Jamaïque   | Richard Phillips    | 13 s 90 |
| 5    | États-Unis | Kenneth Ferguson    | 13 s 91 |
| 6    | Croatie    | Jurica Grabušić     | 14 s 02 |
| 7    | Allemagne  | Stefan Wieser       | 14 s 16 |
| 8    | Brésil     | Jacinto Dias Thiago | DNF     |

| Rang | Pays       | Athlète              | Temps   |
| ---- | ---------- | -------------------- | ------- |
| 1    | Cuba       | Anay Tejeda          | 12 s 81 |
| 2    | Pologne    | Agnieszka Frankowska | 13 s 16 |
| 3    | Allemagne  | Tina Klein           | 13 s 23 |
| 4    | États-Unis | Ashlee Williams      | 13 s 36 |
| 5    | Jamaïque   | Melaine Walker       | 13 s 66 |
| 6    | Russie     | Olga Samylova        | 13 s 72 |
| 7    | Estonie    | Mirjam Liimask       | 13 s 80 |
| 8    | Autriche   | Elisabeth Maurer     | 15 s 70 |

### 400 m haies
| Rang | Pays           | Athlète          | Temps        |
| ---- | -------------- | ---------------- | ------------ |
| 1    | Afrique du Sud | Louis van Zyl    | 48 s 89 (RC) |
| 2    | États-Unis     | Kenneth Ferguson | 49 s 38 (PB) |
| 3    | États-Unis     | Bershawn Jackson | 50 s 00 (PB) |
| 4    | Royaume-Uni    | Steven Green     | 51 s 14      |
| 5    | Jamaïque       | Gregory Little   | 51 s 23      |
| 6    | Finlande       | Jussi Heikkilä   | 51 s 35      |
| 7    | Kenya          | Julius Bungei    | 51 s 40      |
| 8    | Chine          | Shibao Zhang     | 51 s 42      |

| Rang | Pays           | Athlète          | Temps         |
| ---- | -------------- | ---------------- | ------------- |
| 1    | États-Unis     | Lashinda Demus   | 54 s 70 (RMJ) |
| 2    | Jamaïque       | Melaine Walker   | 56 s 03       |
| 3    | Jamaïque       | Camille Robinson | 56 s 14 (PB)  |
| 4    | États-Unis     | Tiffany Ross     | 56 s 52       |
| 5    | Tchéquie       | Zuzana Hejnova   | 58 s 42 (PB)  |
| 6    | Venezuela      | Yusmelys García  | 58 s 46 (RNJ) |
| 7    | Afrique du Sud | Monique Balsamo  | 58 s 60       |
| 8    | Russie         | Olga Nikolayeva  | 59 s 97       |

### 3 000 m steeple
| Rang | Pays            | Athlète                 | Temps               |
| ---- | --------------- | ----------------------- | ------------------- |
| 1    | Kenya           | Michael Kipyego         | 8 min 29 s 54       |
| 2    | Kenya           | David Kirwa             | 8 min 31 s 44       |
| 3    | Qatar           | Abubaker Ali Kamal      | 8 min 33 s 67 (RNJ) |
| 4    | Pologne         | Radoslaw Poplawski      | 8 min 37 s 87       |
| 5    | Brésil          | Fernando Alex Fernandes | 8 min 45 s 76 (PB)  |
| 6    | Turquie         | Halil Akkas             | 8 min 50 s 17 (RNJ) |
| 7    | Japon           | Shuji Yoshioka          | 8 min 52 s 30 (PB)  |
| 8    | Arabie saoudite | Mohammed Ali Al-Banai   | 8 min 52 s 38 (RNJ) |

### 4 × 100 m relais
| Rang | Pays              | Athlète                                                                   | Temps         |
| ---- | ----------------- | ------------------------------------------------------------------------- | ------------- |
| 1    | États-Unis        | Ashton Collins Wes Felix Ivory Williams Willie Hordge                     | 38 s 92 (RMJ) |
| 2    | Jamaïque          | Winston Hutton Orion Nicely Yhann Plummer Usain Bolt                      | 39 s 15 (RNJ) |
| 3    | Trinité-et-Tobago | Chevon Simpson Marc Burns Kevon Holder Darrel Brown                       | 39 s 17 (RNJ) |
| 4    | Brésil            | Eliezer de Almeida Bruno de Alcãntara Goes Célio Sena Jorge Bruno Pacheco | 39 s 76       |
| 5    | Italie            | Lorenzo La Naia Alessandro Rocco Andrew Howe Sergio Riva                  | 39 s 86       |
| 6    | Allemagne         | Marius Broening Sebastian Ernst David Dylus Peter Rapp                    | 40 s 00       |
| 7    | Japon             | Ryosuke Igumi Shinji Takahira Yusuke Nii Kazuteru Matsumoto               | 40 s 05       |
| 8    | France            | Cyril Bapte David Alerte Cédrick Audel Idrissa M'Barke                    | 40 s 14       |

| Rang | Pays        | Athlète                                                           | Temps        |
| ---- | ----------- | ----------------------------------------------------------------- | ------------ |
| 1    | Jamaïque    | Sherone Simpson Kerron Stewart Anneisha McLaughlin Simone Facey   | 43 s 40 (CR) |
| 2    | États-Unis  | Lauryn Williams Ashlee Williams Shalonda Solomon Marshevet Hooker | 43 s 66      |
| 3    | Royaume-Uni | Jade Lucas-Read Jeanette Kwakye Amy Spencer Vernicha James        | 44 s 22 (PB) |
| 4    | Allemagne   | Kathrin Walloschek Silke Maurer Johanna Kedzierski Michaela Halm  | 45 s 34      |
| 5    | Finlande    | Siina Pylkkä Elina Korjansalo Carla Bosco Anna Heiniö             | 45 s 62      |
| 6    | Sénégal     | Mousline Diop Ice Mendy Massata Mane Fatou Diouf                  | 46 s 16      |
| 7    | Suisse      | Carmen Kissling Saskia Girsberger Melanie Stempfel Manuela Frei   | 46 s 33      |
| 8    | France      | Sandra Gomis Natalia Losange Narayane Dossevi Phara Anacharsis    | DSQ          |

### 4 × 400 m relais
| Rang | Pays           | Athlète                                                                | Temps         |
| ---- | -------------- | ---------------------------------------------------------------------- | ------------- |
| 1    | États-Unis     | Kenneth Ferguson Darold Williamson Ashton Collins Jonathan Fortenberry | 3 min 03 s 71 |
| 2    | Jamaïque       | Sekou Clarke Usain Bolt Jermaine Myers Jermaine Gonzales               | 3 min 04 s 06 |
| 3    | Japon          | Yamauchi Fujio Daisuke Sakai Yuki Yamaguchi Yosuke Inoue               | 3 min 05 s 80 |
| 4    | Pologne        | Miroslaw Sadej Piotr Zrada Daniel Mazurek Piotr Kedzia                 | 3 min 06 s 25 |
| 5    | France         | Yohann Negre Mahmed Atig Brice Lagier Brice Panel                      | 3 min 07 s 26 |
| 6    | Australie      | Courtney McLeod Ryan Turton Keith Sheehy Steve Landers                 | 3 min 09 s 67 |
| 7    | Allemagne      | Thomas Wilhelm Christoph Helm David Busch Kamghe Gaba                  | 3 min 11 s 21 |
| 8    | Afrique du Sud | Shaine Morrison Bonolo Maboa Louis van Zyl Leigh Julius                | DSQ           |

| Rang | Pays        | Athlète                                                            | Temps               |
| ---- | ----------- | ------------------------------------------------------------------ | ------------------- |
| 1    | États-Unis  | Christina Hardeman Monique Henderson Tiffany Ross Lashinda Demus   | 3 min 29 s 95 (RNJ) |
| 2    | Royaume-Uni | Kim Wall Amy Spencer Vernicha James Lisa Miller                    | 3 min 30 s 46 (RNJ) |
| 3    | Russie      | Yelena Migunova Mariya Dryakhlova Yuliya Gushchina Tatyana Popova  | 3 min 30 s 72 (RNJ) |
| 4    | Jamaïque    | Davita Prendergast Sheryl Morgan Carlene Robinson Camille Robinson | 3 min 31 s 90 (SB)  |
| 5    | Allemagne   | Eileen Müller Sarah Jander Sandra Schmadtke Jana Neubert           | 3 min 36 s 82       |
| 6    | Roumanie    | Angela Morosanu Simona Barcau Gabriela Ciuca Ioana Ciurila         | 3 min 39 s 95       |
| 7    | Australie   | Kate Pedley Annabelle Smith Morgan Whiley Rebecca Irwin            | 3 min 40 s 45       |
| 8    | Sénégal     | Aminata Sylla Arette Ndiaye Gnima Faye Fatou Diabaye               | DNS                 |

### Saut en hauteur
| Rang | Pays        | Athlète            | Hauteur      |
| ---- | ----------- | ------------------ | ------------ |
| 1    | États-Unis  | Andra Manson       | 2,31 m (WJL) |
| 2    | Chine       | Zhu Wannan         | 2,23 m (PB)  |
| 3    | Jamaïque    | Germaine Mason     | 2,21 m       |
| 4    | États-Unis  | Jesse Williams     | 2,21 m (PB)  |
| 4    | Russie      | Pavel Chetvertakov | 2,21 m (PB)  |
| 6    | Biélorussie | Siarhei Ivanov     | 2,18 m       |
| 6    | Biélorussie | Aliaksandr Plisko  | 2,18 m (SB)  |
| 8    | Tchéquie    | Jaroslav Bába      | 2,18 m       |

| Rang | Pays         | Athlète           | Hauteur      |
| ---- | ------------ | ----------------- | ------------ |
| 1    | Croatie      | Blanka Vlašić     | 1,96 m (WJL) |
| 2    | Pologne      | Anna Ksok         | 1,87 m       |
| 3    | Australie    | Petrina Price     | 1,87 m       |
| 4    | Italie       | Elena Meuti       | 1,85 m (PB)  |
| 5    | Slovaquie    | Renáta Medgyesová | 1,85 m (SB)  |
| 6    | Jamaïque     | Peaches Roach     | 1,83 m (PB)  |
| 7    | Allemagne    | Aileen Herrmann   | 1,83 m (PB)  |
| 8    | Sainte-Lucie | Levern Spencer    | 1,83 m (SB)  |

### Saut en longueur
| Rang | Pays            | Athlète                   | Distance    |
| ---- | --------------- | ------------------------- | ----------- |
| 1    | Qatar           | Ibrahim Abdulla Al-Waleed | 7,99 m (PB) |
| 2    | Australie       | Fabrice Lapierre          | 7,74 m (PB) |
| 3    | États-Unis      | Trevell Quinley           | 7,71 m (PB) |
| 4    | Arabie saoudite | Ahmed Al-Dossary          | 7,60 m      |
| 5    | Inde            | Amrit Pal Singh           | 7,56 m      |
| 6    | Australie       | John Thornell             | 7,53 m      |
| 7    | Tchéquie        | Petr Lampart              | 7,51 m      |
| 8    | Allemagne       | Peter Rapp                | 7,48 m      |

| Rang | Pays      | Athlète              | Distance    |
| ---- | --------- | -------------------- | ----------- |
| 1    | Roumanie  | Adina Anton          | 6,46 m (PB) |
| 2    | Chine     | Lina Wang            | 6,36 m      |
| 3    | Nigeria   | Esther Aghatise      | 6,34 m      |
| 4    | Allemagne | Sophie Krauel        | 6,25 m      |
| 5    | Australie | Shermin Oksuz        | 6,24 m      |
| 6    | Australie | Jacinta Boyd         | 6,23 m      |
| 7    | Ukraine   | Kateryna Chernyavska | 6,23 m      |
| 8    | Cuba      | Yudelkis Fernández   | 6,16 m      |

### Saut à la perche
| Rang | Pays     | Athlète               | Hauteur      |
| ---- | -------- | --------------------- | ------------ |
| 1    | Ukraine  | Maksym Mazuryk        | 5,55 m (WJL) |
| 2    | Ukraine  | Vladyslav Revenko     | 5,55 m (WJL) |
| 3    | France   | Vincent Favretto      | 5,40 m       |
| 4    | Grèce    | Stávros Kouroupákis   | 5,40 m       |
| 5    | Russie   | Artem Kuptsov         | 5,40 m (PB)  |
| 6    | France   | Jérôme Clavier        | 5,40 m (PB)  |
| 7    | Finlande | Matti Mononen         | 5,35 m       |
| 8    | Pologne  | Przemyslaw Czerwinski | 5,30 m       |

| Rang | Pays        | Athlète             | Hauteur      |
| ---- | ----------- | ------------------- | ------------ |
| 1    | Allemagne   | Floé Kühnert        | 4,40 m (RC)  |
| 2    | Russie      | Yuliya Golubchikova | 4,30 m       |
| 3    | Russie      | Nataliya Belinskaya | 4,20 m       |
| 4    | Grèce       | Dímitra Emmanouíl   | 4,10 m (RNJ) |
| 5    | Pologne     | Anna Huculak        | 4,00 m       |
| 6    | Ukraine     | Nataliya Kushch     | 4.00 m       |
| 7    | Royaume-Uni | Kate Dennison       | 4,00 m (RNJ) |
| 8    | Allemagne   | Silke Spiegelburg   | 3,90 m       |

### Triple saut
| Rang | Pays     | Athlète                      | Distance     |
| ---- | -------- | ---------------------------- | ------------ |
| 1    | Cuba     | Arnie David Giralt           | 16,68 m      |
| 2    | Chine    | Li Yanxi                     | 16,66 m (PB) |
| 3    | Russie   | Aleksandr Sergeyev           | 16,55 m      |
| 4    | Russie   | Alexandr Petrenko            | 16,22 m      |
| 5    | France   | Davy Manga                   | 15,99 m      |
| 6    | Portugal | Nelson Évora                 | 15,87 m (SB) |
| 7    | Cuba     | Osniel Tosca                 | 15,72 m      |
| 8    | Brésil   | Leonardo Elisario dos Santos | 15,60 m      |

| Rang | Pays       | Athlète              | Distance |
| ---- | ---------- | -------------------- | -------- |
| 1    | Cuba       | Mabel Gay            | 14,09 m  |
| 2    | Cuba       | Yarianna Martínez    | 13,74 m  |
| 3    | Brésil     | Keila da Silva Costa | 13,70 m  |
| 4    | Chine      | Shaohua Yu           | 13,31 m  |
| 5    | Ukraine    | Olga Saladukha       | 13,17 m  |
| 6    | Kazakhstan | Tatyana Bocharova    | 12,97 m  |
| 7    | Allemagne  | Katja Demut          | 12,94 m  |
| 8    | Italie     | Simona La Mantia     | 12,91 m  |

### Lancer du javelot
| Rang | Pays         | Athlète              | Distance     |
| ---- | ------------ | -------------------- | ------------ |
| 1    | Pologne      | Igor Janik           | 74,16 m      |
| 2    | Russie       | Vladislav Shkurlatov | 74,09 m (PB) |
| 3    | Corée du Sud | Jung Sang-Jin        | 73,99 m (PB) |
| 4    | Australie    | Jarrod Bannister     | 73,31 m (PB) |
| 5    | Finlande     | Kalle Sillanpää      | 72,70 m      |
| 6    | Chine        | Qiang Qin            | 72,29 m      |
| 7    | Finlande     | Teemu Wirkkala       | 70,98 m      |
| 8    | Japon        | Kazuki Yamamoto      | 70,90 m      |

| Rang | Pays       | Athlète           | Distance     |
| ---- | ---------- | ----------------- | ------------ |
| 1    | Lettonie   | Linda Brivule     | 55,35 m (PB) |
| 2    | Lettonie   | Ilze Gribule      | 54,16 m (SB) |
| 3    | Pologne    | Urszula Jasinska  | 54,06 m      |
| 4    | Cuba       | Yuneisy Rodríguez | 53,23 m      |
| 5    | Allemagne  | Stefanie Hessler  | 52,60 m      |
| 6    | Belgique   | Elfje Willemsen   | 52,18 m      |
| 7    | États-Unis | Lyndsey Johnson   | 50,99 m      |
| 8    | Tchéquie   | Andrea Kvetová    | 50,76 m      |

### Lancer du disque
| Rang | Pays        | Athlète                  | Distance      |
| ---- | ----------- | ------------------------ | ------------- |
| 1    | Chine       | Tao Wu                   | 64,51 m (RMJ) |
| 2    | Biélorussie | Dmitriy Sivakov          | 62,00 m       |
| 3    | Pologne     | Michal Hodun             | 61,74 m       |
| 4    | Qatar       | Khalid Habash Al-Suwaidi | 61,21 m       |
| 5    | Slovaquie   | Daniel Vanek             | 60,86 m       |
| 6    | Pologne     | Piotr Malachowski        | 60,46 m       |
| 7    | Estonie     | Märt Israel              | 59,43 m       |
| 8    | États-Unis  | Sean Shields             | 59,21 m       |

| Rang | Pays       | Athlète              | Distance     |
| ---- | ---------- | -------------------- | ------------ |
| 1    | Chine      | Xuejun Ma            | 58,85 m (PB) |
| 2    | Chine      | Shaoyang Xu          | 57,87 m      |
| 3    | Inde       | Seema Antil          | 55,83 m      |
| 4    | Allemagne  | Sabine Rumpf         | 54,82 m (PB) |
| 5    | États-Unis | Billie-Jo Grant      | 52,66 m      |
| 6    | France     | Claudia Villeneuve   | 52,13 m      |
| 7    | Allemagne  | Ulrike Giesa         | 51,99 m (PB) |
| 8    | Russie     | Darya Pishchalnikova | 51,98 m      |

### Lancer du poids
| Rang | Pays        | Athlète         | Distance     |
| ---- | ----------- | --------------- | ------------ |
| 1    | Croatie     | Edis Elkasević  | 21,47 m (WJ) |
| 2    | États-Unis  | Sean Shields    | 20,54 m      |
| 3    | Finlande    | Mika Vasara     | 20,50 m      |
| 4    | Pologne     | Michal Hodun    | 20,42 m      |
| 5    | France      | Bertrand Vili   | 20,12 m      |
| 6    | Biélorussie | Dmitriy Sivakov | 19,97 m      |
| 7    | Égypte      | Yasser Ibrahim  | 19,49 m      |
| 8    | Inde        | Vikas Gowda     | 19,30 m      |

| Rang | Pays             | Athlète              | Distance      |
| ---- | ---------------- | -------------------- | ------------- |
| 1    | Nouvelle-Zélande | Valerie Adams        | 17,73 m (RJO) |
| 2    | Chine            | Ying Zhang           | 16,76 m       |
| 3    | États-Unis       | Laura Gerraughty     | 16,62 m       |
| 4    | Italie           | Chiara Rosa          | 16,53 m       |
| 5    | Biélorussie      | Tatyana Ilyushchenko | 16,18 m       |
| 6    | Allemagne        | Kristin Marten       | 16,07 m       |
| 7    | Biélorussie      | Yuliya Leantsiuk     | 16,03 m (PB)  |
| 8    | Russie           | Anna Avdeyeva        | 15,83 m (PB)  |

### Lancer du marteau
| Rang | Pays           | Athlète                | Distance |
| ---- | -------------- | ---------------------- | -------- |
| 1    | Afrique du Sud | Werner Smit            | 76,43 m  |
| 2    | Koweït         | Ali Mohamed Al-Zinkawi | 73,69 m  |
| 3    | Biélorussie    | Aliaksandr Kazulka     | 72,72 m  |
| 4    | Argentine      | Fabián di Paolo        | 71,48 m  |
| 5    | Russie         | Kirill Ikonnikov       | 71,26 m  |
| 6    | Qatar          | Mohamed Faraj Al-Kaabi | 71,22 m  |
| 7    | Finlande       | Lasse Luotonen         | 70,47 m  |
| 8    | France         | Frédéric Pouzy         | 70,42 m  |

| Rang | Pays      | Athlète              | Distance       |
| ---- | --------- | -------------------- | -------------- |
| 1    | Croatie   | Ivana Brkljacic      | 65,39 m        |
| 2    | Slovaquie | Martina Danišová     | 63,91 m        |
| 3    | Russie    | Yuliya Rozenfeld     | 60,83 m (PB)   |
| 4    | Australie | Gabrielle Neighbour  | 60,17 m (PB)   |
| 5    | Argentine | Jennifer Dahlgren    | 59,48 m (RJAm) |
| 6    | France    | Stéphanie Falzon     | 58,72 m        |
| 7    | Ukraine   | Nataliya Zolotukhina | 58,47 m        |
| 8    | Suède     | Karin Engström       | 57,01 m        |

### Décathlon/Heptathlon
| Rang | Pays        | Athlète              | Points       |
| ---- | ----------- | -------------------- | ------------ |
| 1    | Ouzbékistan | Leonid Andreev       | 7 693 points |
| 2    | France      | Nadir El Fassi       | 7 677 points |
| 3    | Finlande    | Mikko Halvari        | 7 587 points |
| 4    | Finlande    | Lassi Raunio         | 7 349 points |
| 5    | Russie      | Pavel Moskalenko     | 7 269 points |
| 6    | Lituanie    | Darius Draudvila     | 7 245 points |
| 7    | Allemagne   | Christopher Hallmann | 7 235 points |
| 8    | Allemagne   | Uwe Büchele          | 7 195 points |

| Rang | Pays       | Athlète             | Points             |
| ---- | ---------- | ------------------- | ------------------ |
| 1    | Suède      | Carolina Klüft      | 6 470 points (RMJ) |
| 2    | Kazakhstan | Olga Alekseyeva     | 5 727 points       |
| 3    | Russie     | Olga Levenkova      | 5 712 points       |
| 4    | Pays-Bas   | Tine Veenstra       | 5 653 points (PB)  |
| 5    | Allemagne  | Lilly Schwarzkopf   | 5 597 points (PB)  |
| 6    | France     | Amandine Constantin | 5 564 points (PB)  |
| 7    | Russie     | Anna Kryazheva      | 5 508 points       |
| 8    | Allemagne  | Jennifer Oeser      | 5 405 points       |